# Медісонвілл (Кентуккі)
Медісонвілл (англ. Madisonville) — місто (англ. city) в США, в окрузі Гопкінс штату Кентуккі. Населення — 19 542 особи (2020).

## Географія
Медісонвілл розташований за координатами 37°20′28″ пн. ш. 87°30′13″ зх. д. / 37.34111° пн. ш. 87.50361° зх. д. (37.341036, -87.503475).  За даними Бюро перепису населення США в 2010 році місто мало площу 48,40 км², з яких 46,26 км² — суходіл та 2,14 км² — водойми.

## Демографія
Згідно з переписом 2010 року, у місті мешкала 19 591 особа в 8110 домогосподарствах у складі 5148 родин. Густота населення становила 405 осіб/км².  Було 9004 помешкання (186/км²).
Расовий склад населення:
| - 83,3 % — білих - 12,2 % — чорних або афроамериканців - 0,9 % — азіатів - 0,1 % — вихідців з тихоокеанських островів - 0,1 % — корінних американців |

До двох чи більше рас належало 2,5 %. Частка іспаномовних становила 2,2 % від усіх жителів.
За віковим діапазоном населення розподілялося таким чином: 22,6 % — особи молодші 18 років, 61,3 % — особи у віці 18—64 років, 16,1 % — особи у віці 65 років та старші. Медіана віку мешканця становила 39,2 року. На 100 осіб жіночої статі у місті припадало 91,4 чоловіків;  на 100 жінок у віці від 18 років та старших — 88,6 чоловіків також старших 18 років.
Середній дохід на одне домашнє господарство  становив 53 021 долар США (медіана — 41 038), а середній дохід на одну сім'ю — 65 231 долар (медіана — 54 155). Медіана доходів становила 41 578 доларів для чоловіків та 33 008 доларів для жінок. За межею бідності перебувало 18,8 % осіб, у тому числі 28,8 % дітей у віці до 18 років та 9,0 % осіб у віці 65 років та старших.
Цивільне працевлаштоване населення становило 8021 осіб. Основні галузі зайнятості: освіта, охорона здоров'я та соціальна допомога — 25,5 %, роздрібна торгівля — 13,1 %, виробництво — 11,7 %.